# Fabio Sabatini
Fabio Sabatini (født 18. februar 1985 i Pescia) er en tidligere professionel italiensk landevejscykelrytter.